# 12月1日
12月1日（じゅうにがつついたち）は、グレゴリオ暦で年始から335日目（閏年では336日目）にあたり、年末まであと30日ある。

## できごと

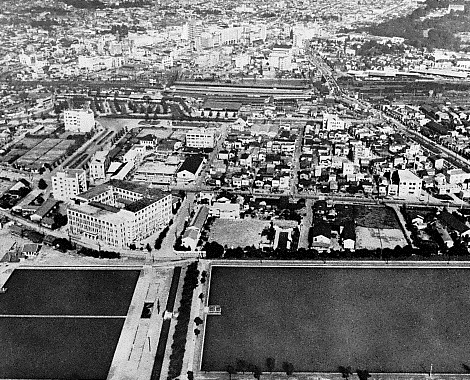
淀橋浄水場通水(1898)。これを記念し、2019年に12月1日は「東京水道の日」に定められた。

- 1640年 - ポルトガルのブラガンサ公ジョアンらがスペイン王宮を襲撃し、ポルトガル王政復古戦争が勃発。15日にスペインとの同君連合解消、ポルトガル王即位。
- 1821年 - ドミニカ共和国がスペインからの独立を宣言。
- 1822年 - ブラジル皇帝ペドロ1世が戴冠。
- 1885年 - アメリカ特許庁が認定した、ドクターペッパーが初めて売り出される[1]。
- 1898年 - 官設鉄道・上田 - 軽井沢間（後の信越本線、現しなの鉄道）が延伸開業。直江津 - 軽井沢間が鉄道で結ばれる。
- 1891年 - 常設国際平和局設立[2]。
- 1891年 - 中之島公園開園。大阪市で誕生した初めての都市公園。
- 1898年 - 淀橋浄水場通水。東京に初の近代水道ができる。
- 1900年 - 東海道本線を運行する客車に蒸気暖房が導入。
- 1911年 - 阪堺電気軌道が恵美須町〜市ノ町を開業。
- 1912年 - 鹿児島電気軌道が、武之橋～谷山間6.4kmを開業。
- 1913年 - ブエノスアイレス地下鉄が開業。
- 1913年 - フォード・モーターが世界で初めてベルトコンベアの生産ラインを導入[3]。
- 1918年 - デンマーク王国との同君連合体制下でアイスランド王国が成立。1944年に完全独立。
- 1918年 - セルビア・クロアチア・スロベニア王国（後のユーゴスラビア王国）が成立。
- 1923年 - 同年（大正12年）9月1日の関東大震災で、日本橋市場一帯が全焼。東京市が築地への市場移転方針を決定し、築地海軍技術研究所の跡地を借り受けて東京市設築地市場を開場した[4]。
- 1925年 - ロンドンでロカルノ条約が調印される。
- 1925年 - 農民労働党結成、即日結社禁止。
- 1925年 - 京都学連事件、京都府警察部特高課が京大・同志社大などの社研部員33名を拘束。
- 1926年 - 大阪中央放送局（現在のNHK大阪放送局）が本放送を開始。
- 1927年 - 日本で徴兵令が改正、兵役法が施行。
- 1930年 - 日本橋三越でお子様ランチが初めて登場。
- 1934年 - ロシア共産党中央委員会書記セルゲイ・キーロフが暗殺。スターリンによる大粛清の契機となる。
- 1934年 - 丹那トンネルが開通。これに伴い東海道本線のルート変更され元のルートが御殿場線として分離。ダイヤ改正も同時に実施。
- 1934年 - 国鉄初の流線型蒸気機関車、C53形43号機が運行開始。
- 1937年 - 大阪市営渡船、桜島発天保山行き「第三桜島丸」（11.5トン）が悪天候と定員超過が重なり沈没[5]。死者・行方不明者57人。
- 1939年 - 白米の販売が禁止される。コメの消費量を抑える目的で、以降、七分搗き以下のコメが流通することとなった[6]。
- 1941年 - 第二次世界大戦: 御前会議で、ハル・ノートによるアメリカの要求は受け入れられないとして対米英開戦を決定。
- 1943年 - 第二次世界大戦: カイロ宣言発表。
- 1945年 - 陸軍省・海軍省を第一復員省・第二復員省に改組。参謀本部を廃止。
- 1949年 - 初のお年玉年賀はがきを発売。
- 1949年 - 京阪神急行電鉄に統合されていた京阪電気鉄道が分離再独立。
- 1951年 - 福岡でラジオ九州（現・RKB毎日放送）開局。
- 1953年 - 松阪と伊勢を結ぶ日本初の有料道路、参宮有料道路が開通。
- 1953年 - ラジオ福島が開局。
- 1955年 - 同年10月、佐世保と長崎を結ぶ国道202号に日本初の有料道路橋として西海橋が完成[7]。この日供用が開始された[8]。
- 1955年 - モンゴメリー・バス・ボイコット事件: アラバマ州モンゴメリー で市営バスの白人優先席に座っていた黒人女性ローザ・パークスが逮捕される。
- 1956年 - 中部日本放送（CBC、現在のテレビ事業は株式会社CBCテレビが運営）テレビジョン、大阪テレビ放送（OTV、現・朝日放送テレビジョン）開局。
- 1958年 - 中央アフリカ共和国がフランス共同体内の自治共和国として成立。1960年に独立。
- 1958年 - 初の一万円札が発行される。図柄は聖徳太子。
- 1958年 - 北陸放送・南海放送テレビ放送開始。北陸放送は日本海側で初の民放テレビ局。
- 1958年 - 日本初のステンレス製電車、東急5200系が運行開始。
- 1959年 - 南極条約を採択。
- 1963年 - NHK甲府、長崎、宮崎教育テレビジョンが開局。
- 1964年 - マラウイ・マルタ・ザンビアが国連に加盟。
- 1969年 - 青森テレビ、秋田テレビ、テレビ岩手、三重テレビ放送が開局。
- 1969年 - 住友銀行が日本初の現金自動支払機 (CD機) を設置。
- 1970年 - 広島ホームテレビが開局。
- 1973年 - 出版社の白泉社設立。
- 1974年 - 辞任を表明した田中角栄首相の後任として、椎名悦三郎自民党副総裁が三木武夫を指名。（椎名裁定）
- 1976年 - アンゴラが国連に加盟。
- 1980年 - 日本で初めてのワーキング・ホリデーがオーストラリアとの間で開始。
- 1982年 - ユタ大学で世界初の人工心臓の移植手術を実施。
- 1982年 - 東北地方初の民放FMラジオ局・エフエム仙台が開局。
- 1984年 - エフエム宮崎が開局。
- 1985年 - エフエム山口が開局。
- 1986年 - 井原鉄道設立。
- 1988年 - JR京葉線新木場駅 - 南船橋駅間、市川塩浜駅 - 西船橋駅間開業。
- 1990年 - 英仏海峡トンネルが貫通。
- 1991年 - ウクライナ独立住民投票で独立宣言を承認。
- 1992年 - 1991年の計量法改正により、気圧の単位ミリバールがヘクトパスカルに。
- 1993年 - 日本で住宅向けソーラーパネルの販売が開始される。
- 1996年 - エフエム滋賀 (e-radio) が開局。
- 1997年 - 地球温暖化防止京都会議が開会。
- 1998年 - 特定非営利活動促進法（NPO法）施行。
- 2000年 - BSデジタル放送開始。同時に、BS日テレ、BS朝日、BS-i（現・BS-TBS）、BSジャパン（現・BSテレ東）、BSフジ、以上5局の民間BS放送局が開局。
- 2001年 - 湘南新宿ライン運行開始。
- 2001年 - MicrosoftのOSであるWindows95以前のサポートを完全に終了。東北新幹線八戸開業(2002)

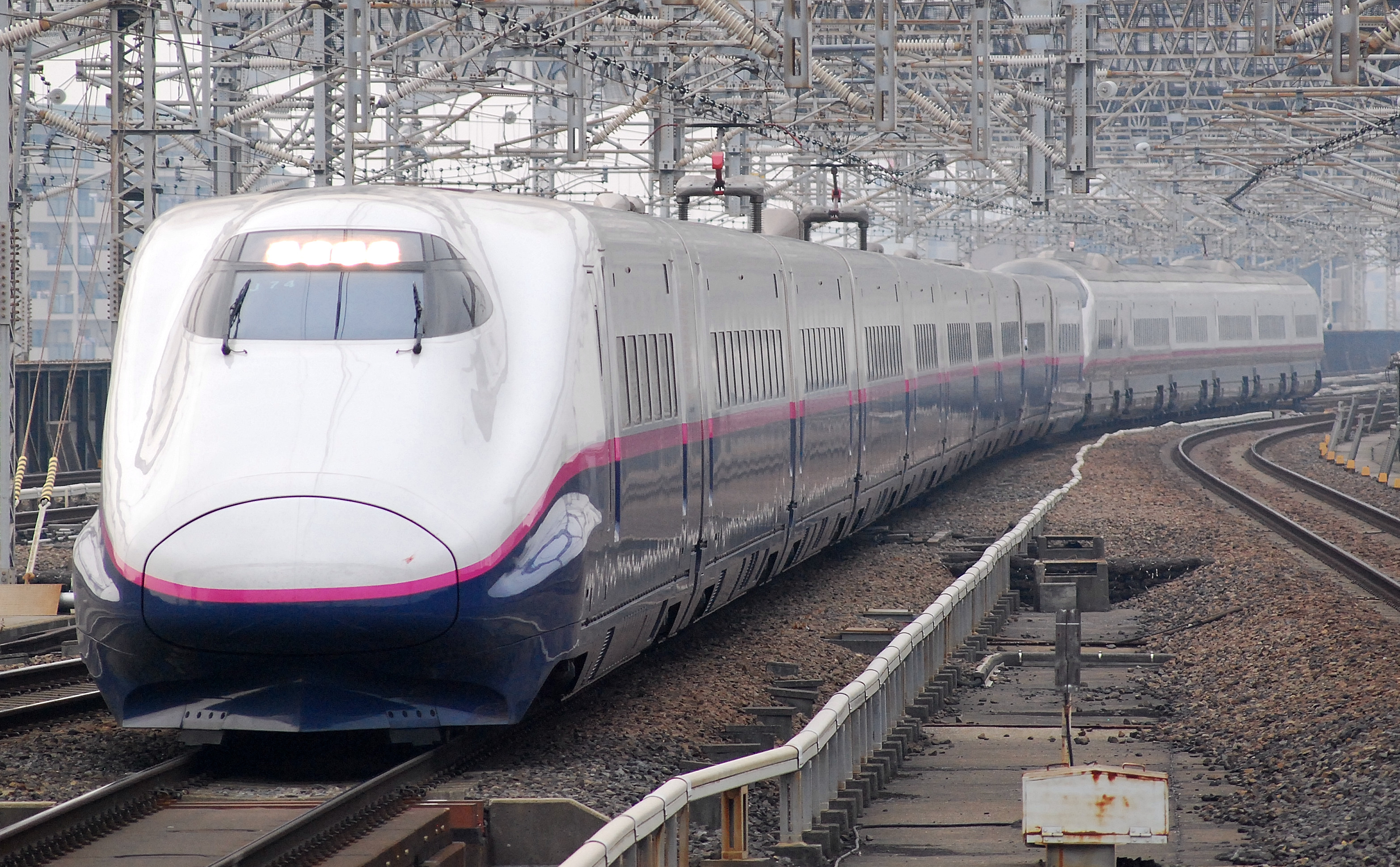
東北新幹線八戸開業(2002)

- 2002年 - 東北新幹線盛岡駅 - 八戸駅間延伸開業。それに伴い、東北本線盛岡駅 - 目時駅間がIGRいわて銀河鉄道に、同線目時駅 - 八戸駅間が青い森鉄道に第三セクター化される。
- 2002年 - 埼京線恵比寿駅 - 大崎駅間延伸開業、ならびに東京臨海高速鉄道りんかい線天王洲アイル駅 - 大崎駅間開業。
- 2003年 - 地上デジタル放送が3大都市圏の一部で開始。
- 2004年 - 東京国際空港（羽田空港）第2ターミナルビル供用開始。また、これに関連し東京モノレール羽田線の羽田空港駅 - 羽田空港第2ビル駅間が開業。羽田空港駅はモノレールのみ羽田空港第1ビル駅に改称される。
- 2004年 - プロ野球再編問題: 大阪近鉄バファローズが解散し、オリックスブルーウェーブと合併。新球団『オリックス・バファローズ』が誕生。
- 2005年 - 日本ではトゥーン・ディズニーが開局された。
- 2006年 - 地上波デジタル放送が全都道府県の一部で放送開始。
- 2007年 - BS11とトゥエルビが開局。BSデジタル民放テレビ放送局の新規開設は2000年の同放送開始以来。
- 2007年 - 気象業務法改正により、緊急地震速報が予報および警報として位置づけられた。
- 2010年 - 地方分権を推進させることを目的として、近畿地方の7つの府県が参加する関西広域連合が発足[9]。
- 2011年 - 日本において、アメリカ・ハワイ産の遺伝子組み換えパパイアの輸入が解禁。生食向けの遺伝子組み換え作物の輸入認可は初[10]。
- 2011年 - プロ野球のオーナー会議において、東京放送ホールディングスより横浜ベイスターズを買収したDeNAの球界への参入が承認[11]。
- 2016年 - タイ王国国王に、ラーマ9世前国王の長男：ワチラーロンコーン皇太子が即位し、ラーマ10世となる[12]。
- 2017年 - ホンジュラスにて、大統領選挙後の混乱を収拾するために非常事態宣言、夜間外出禁止令が発出[13]。
- 2017年 - 第125代天皇明仁の退位等について定めた『天皇の退位等に関する皇室典範特例法』の施行期日（天皇明仁の退位の日程）を定める為の皇室会議が開催され、「2019年（平成31年）4月30日」という答申が決定する[14][15]。
- 2018年 - BSで本格的に家庭向け4K 8Kテレビ放送が開始[16]。
- 2018年 - フランスで、3週間連続で｢黄色いベスト｣デモが行われる。フランス全土で3万6000人以上が参加し、このうち5000人が首都パリに集結。一部が暴徒化し412人が拘束された。フランス首都の混乱としては1968年以来最悪の規模[17]。
- 2022年 - FIFAワールドカップカタール大会1次リーグE組。日本代表はスペインと対戦し、2―1で逆転勝利し、決勝トーナメント進出を決める。逆転をアシストしたMF三笘薫の折り返しは、「三笘の1㎜」として、海外でも大会を象徴するプレーに選出された[18][19]。
- 2023年 - NHKのBSチャンネルの2K放送と4K放送が再編され、「NHK BS」と「NHKBSプレミアム4K」が誕生した。

## 誕生日

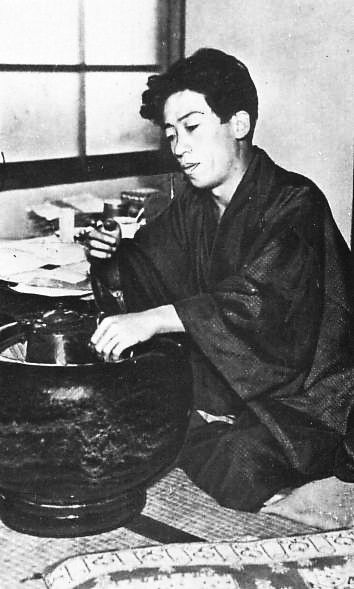
プロレタリア作家小林多喜二(1903-1933)誕生。

- 1081年 - ルイ6世、フランス王（+ 1137年）
- 1521年（大永元年11月3日） - 武田信玄、戦国時代の大名（+ 1573年）
- 1580年 - ニコラ＝クロード・ファブリ・ド・ペーレスク、天文学者（+ 1637年）
- 1709年 - フランツ・クサヴァー・リヒター、作曲家（+ 1789年）
- 1716年（享保元年10月18日） - 宗義如、第10代対馬府中藩主（+ 1752年）
- 1743年 - マルティン・ハインリヒ・クラプロート、化学者（+ 1817年）
- 1761年 - マリー・タッソー、人形作家（+ 1850年）
- 1791年（寛政3年11月6日） - 島津斉興、第10代薩摩藩主（+ 1859年）
- 1792年 - ニコライ・ロバチェフスキー、数学者（+ 1856年）
- 1796年（寛政8年11月3日） - 小笠原長昌、第3代棚倉藩主・初代唐津藩主（+ 1823年）
- 1809年（文化6年10月24日） - 阿部正寧、第3代福山藩主（+ 1870年）
- 1844年 - アレクサンドラ、イギリス王エドワード7世の妃（+ 1925年）
- 1845年 - 新島八重（+ 1932年）
- 1847年 - アガーテ・バッケル＝グロンダール、ピアニスト、作曲家（+ 1907年）
- 1855年（安政2年10月22日） - 松平喜徳、第10代会津藩主（+ 1891年）
- 1875年 - 松永安左エ門、財界人、茶人（+ 1971年）
- 1879年 - 荻原碌山、彫刻家（+ 1910年）
- 1881年 - 海原清平、政治家、政治活動家（+ 1962年）
- 1882年 - エド・ロイルバック 、プロ野球選手（+ 1961年）
- 1884年 - 苫米地英俊、言語学者、政治家（+ 1966年）
- 1886年 - 朱徳、軍人、政治家（+ 1976年）
- 1886年 - 飛田穂洲、野球評論家（+ 1965年）
- 1886年 - レックス・スタウト、推理作家（+ 1975年）
- 1894年 - 嵐吉三郎 (7代目)、歌舞伎役者（+ 1973年）
- 1895年 - 山田恵諦、第253世天台座主（+ 1994年）
- 1895年 - ヘンリー・ワシントン (Henry Williamson)、作家（+ 1977年）
- 1896年 - ゲオルギー・ジューコフ、ソビエト連邦の軍人（+ 1974年）
- 1898年 - 田畑政治、教育家、新聞記者、水泳指導者（+ 1984年）
- 1900年 - 鬼頭仁三郎、経済学者（+1947年）
- 1902年 - 大山敷太郎、経済学者、甲南大学名誉教授（+ 1975年）
- 1903年 - 鈴木郁三、実業家、出版人、映画プロデューサー（+ 1972年）
- 1903年 - 小林多喜二、プロレタリア文学の小説家（+ 1933年）（戸籍上）
- 1906年 - 浅香新八郎、俳優（+ 1944年）
- 1910年 - 中田正子、弁護士（+2002年）
- 1910年 - アリシア・マルコワ、バレエダンサー（+ 2004年）
- 1911年 - ウォルター・オルストン、元メジャーリーグ監督（+ 1984年）
- 1912年 - 宮本正太郎、天文学者（+1992年）
- 1912年 - ミノル・ヤマサキ、建築家（+ 1986年）
- 1915年 - 暁伸、漫才師（+ 2011年）
- 1916年 - 大沢清、プロ野球選手（+ 2005年）
- 1916年 - マーティー・マリオン、プロ野球選手（+ 2011年）
- 1916年 - 万里、政治家（+2015年）
- 1919年 - 中尾碩志、プロ野球選手（+ 1977年）
- 1920年 - 東条寿三郎、作詞家（+ 2003年）
- 1921年 - 山本静雄、プロ野球選手（+ 1959年）
- 1922年 - フセヴォロド・ボブロフ、サッカー選手、アイスホッケー選手（+ 1979年）
- 1925年 - マーティン・ロッドベル、生化学者（+ 1998年）
- 1926年 - 八波むと志、喜劇俳優（+ 1964年）
- 1927年 - 中村時蔵 (4代目)、歌舞伎役者（+1962年）
- 1928年 - 銭村健四、プロ野球選手（+ 2000年）
- 1929年 - 奈良岡朋子、女優（+ 2023年）
- 1929年 - 花房秀三郎、ウイルス学者（+ 2009年）
- 1932年 - 鈴木敏文、セブン-イレブン・ジャパンCEO、事実上の創設者
- 1933年 - 藤子・F・不二雄、漫画家（+ 1996年）
- 1934年 - 龍円恵喜二、政治学者、帝京大学名誉教授（+ 2021年）
- 1934年 - 田中守、プロ野球選手（+ 2004年）
- 1935年 - ウディ・アレン、映画監督、俳優
- 1935年 - 平野貞夫、政治家
- 1936年 - 久保明、俳優
- 1936年 - 木下強三、プロ野球選手（+ 2008年）
- 1937年 - 山崎晃資、医学者、精神科医（+ 2023年）
- 1938年 - 金田高義、元プロ野球選手
- 1938年 - 三留理男、報道写真家、ジャーナリスト（+ 2022年）
- 1938年 - 萩原千秋、元プロ野球選手（+ 2018年）
- 1939年 - 小野木孝、元プロ野球選手
- 1939年 - リー・トレビノ、プロゴルファー
- 1940年 - 三原有美子、女優
- 1940年 - 松島みのり、声優、女優、ナレーター（+ 2022年）
- 1941年 - 清水利章、調教師
- 1941年 - 金田星雄、元プロ野球選手
- 1941年 - 伊藤英成、政治家（+ 2021年）
- 1941年 - 重野安正、政治家（+ 2021年）
- 1941年 - 増村紀一郎、漆芸家
- 1941年 - フェデリコ・ファジン、電気工学研究者
- 1942年 - 北川イッセイ、政治家（+ 2021年）
- 1942年 - 水原英子、女優（+2008年）
- 1943年 - フィン・キドランド、経済学者
- 1944年 - 八木沢荘六 、元プロ野球選手、監督
- 1944年 - 三上英昭、大学教授、元裁判官
- 1944年 - 梨元勝、芸能リポーター（+ 2010年）
- 1945年 - 波乃久里子、女優
- 1945年 - 富司純子、女優
- 1945年 - 奥田怜子、イラストレーター、絵本作家
- 1945年 - 横田順彌、SF作家（+ 2019年）
- 1945年 - ベット・ミドラー、歌手、女優
- 1946年 - 野本憲一、天文学者
- 1946年 - 宇都宮健児、弁護士
- 1946年 - ギルバート・オサリバン、シンガーソングライター
- 1946年 - 富田清吾、元プロ野球選手
- 1947年 - 田尻惠保、実業家
- 1947年 - 根津甚八、俳優（+ 2016年）
- 1948年 - 梶三和子、女優
- 1948年 - ジョージ・フォスター、元プロ野球選手
- 1949年 - 岩久茂、歌手（元青い三角定規）
- 1950年 - 上田恵介、生物学者、鳥類学者、 立教大学名誉教授
- 1950年 - 斎藤聖美、実業家
- 1951年 - ジャコ・パストリアス、ベーシスト（+ 1987年）
- 1951年 - トリート・ウィリアムズ、俳優
- 1952年 - 板東知文、政治家、元北海道美唄市長
- 1954年 - 渋谷天外 (3代目)、新生松竹新喜劇代表、喜劇俳優
- 1954年 - 島村美輝、元俳優
- 1954年 - 藤山新太郎、マジシャン
- 1954年 - 阿川大樹、作家
- 1955年 - 乙骨正生、ジャーナリスト
- 1958年 - 三宅宗源、元プロ野球選手
- 1958年 - ハビエル・アギーレ、元サッカー選手、指導者
- 1958年 - 徳田ザウルス、漫画家（+ 2006年）
- 1959年 - 加瀬秀樹、プロゴルファー
- 1959年 - スティーブ・ジャンセン、ミュージシャン、ドラマー（元ジャパン）
- 1960年 - 石井茂樹、元俳優
- 1961年 - 池田清治、民法学者
- 1961年 - 芝田裕美、政治家、千葉県鎌ケ谷市長
- 1961年 - 原昌久、元騎手
- 1961年 - ジェレミー・ノーサム、俳優
- 1962年 - 林家正蔵 (9代目)、落語家
- 1962年 - 中村ひろみ、声優
- 1962年 - 萩原佐代子、女優
- 1963年 - 阿部重典、実業家、アナウンサー、LuckyFM茨城放送社長
- 1964年 - 竹内海南江、タレント
- 1964年 - サルヴァトーレ・スキラッチ、サッカー選手（+ 2024年）
- 1965年 - フリオ・マチャド、元プロ野球選手
- 1966年 - 池田政典、俳優、声優、歌手
- 1966年 - ラリー・ウォーカー、元プロ野球選手
- 1967年 - 小野輝男、物理学者
- 1969年 - 三輪隆、元プロ野球選手
- 1969年 - 芦沢公一、元プロ野球選手
- 1969年 - やぶうち優、漫画家
- 1970年 - 髙橋オリバー、コンサルタント、実業家
- 1970年 - 小早川幸二、元プロ野球選手
- 1970年 - サラ・シルバーマン、コメディエンヌ
- 1971年 - 鈴木雄一郎、俳優
- 1971年 - 上野浩司、ミュージシャン
- 1971年 - 高橋洋平、映像作家
- 1973年 - 池谷直樹、元体操選手、スポーツタレント、リポーター
- 1973年 - 長谷川理恵、タレント
- 1973年 - 中川亜紀子、声優
- 1973年 - 五十嵐サキ、お笑い芸人
- 1973年 - 本田太郎、政治家、弁護士
- 1973年 - 門倉有希、歌手（+ 2024年）
- 1974年 - 田辺真由美、漫画家
- 1974年 - 中村善之、元プロ野球選手
- 1975年 - 大野敬正、三味線奏者
- 1975年 - 和田唱、ミュージシャン（TRICERATOPS）
- 1975年 - DJ龍太、ラジオパーソナリティ
- 1975年 - 斉藤雅人、サッカー選手
- 1975年 - 下山真二、元プロ野球選手
- 1976年 - 許銘傑、元プロ野球選手
- 1976年 - ブルー・ウルフ、プロレスラー
- 1977年 - 田中明、元野球選手
- 1977年 - 花村さやか、声優
- 1977年 - 神保佳永、料理人
- 1977年 - 河野義博、政治家
- 1978年 - 一十三十一、シンガーソングライター
- 1979年 - 村上綾歌、タレント
- 1979年 - 中島優美、ミュージシャン（元GO!GO!7188）
- 1979年 - 鈴木一也、オーシャンアスリート
- 1979年 - 村井慎二、元サッカー選手、指導者
- 1980年 - 西部洋平、元サッカー選手
- 1981年 - 羽田憲司、元サッカー選手、指導者
- 1981年 - 松村正代、アナウンサー
- 1982年 - 山田タマル、シンガーソングライター
- 1982年 - 瀧谷翼、ドラマー（元モノブライト）
- 1982年 - 植木秀美、声優
- 1982年 - 三遊亭わん丈、落語家
- 1982年 - 竹内久乃、アナウンサー
- 1982年 - 阿部磨有香、元お笑いタレント（元少年少女）
- 1982年 - 清水良行、元自転車競技選手
- 1982年 - ジョン・マッタータル、フィギュアスケート選手
- 1983年 - いぶくろ聖志、箏奏者（和楽器バンド）
- 1983年 - 小西悠太、ベーシスト（tacica）
- 1983年 - 阿部翔平、サッカー選手
- 1983年 - 金澤大将、元サッカー選手、指導者
- 1983年 - 王皓、卓球選手
- 1984年 - 笹野鈴々音、女優
- 1984年 - 田口真一、ミュージシャン
- 1984年 - 桑原秀和、フリーアナウンサー、元社会人野球選手
- 1985年 - 石野枝里子、スピードスケート選手
- 1985年 - 三本スゲユウタ、お笑い芸人
- 1985年 - エミリアーノ・ヴィヴィアーノ、サッカー選手
- 1986年 - 桶谷英則、ハンドボール選手
- 1987年 - 中野紘志、ボート選手
- 1987年 - アマンダ、タレント
- 1988年 - 千葉美乃梨、NHKアナウンサー
- 1988年 - 阿部光浩、俳優
- 1988年 - タイラー・ジョゼフ、ミュージシャン（トゥエンティ・ワン・パイロッツ）
- 1989年 - 志麻、歌手、声優（浦島坂田船）
- 1989年 - 小出真衣、女優、グラビアアイドル
- 1989年 - 深澤恵梨香、作曲家、編曲家、指揮者、音楽プロデューサー
- 1990年 - 鬱P、音楽家、ボカロP
- 1990年 - 稲村梓、女優
- 1990年 - 酒井志穂、競泳選手
- 1990年 - シャネル・イマン、ファッションモデル
- 1990年 - トゥローツィ・ドーラ、元アイスダンス選手
- 1990年 - 宝野聡史、作曲家、編曲家
- 1990年 - 安野貴博、政治家、SF作家、起業家、AIエンジニア
- 1991年 - 大宮玲央奈、サッカー選手
- 1991年 - 孫楊、競泳選手
- 1992年 - 高橋美帆、競泳選手
- 1992年 - 伊東誠、俳優
- 1992年 - 佐藤巧、アナウンサー
- 1993年 - 田中豊樹、元プロ野球選手
- 1995年 - 石坪聖野、ビーチバレー選手
- 1995年 - 藪田美穂子、バレーボール選手
- 1995年 - ジェームズ・ウィルソン、サッカー選手
- 1995年 - 山上暁之進、マジシャン（山上兄弟）
- 1996年 - 松山友紀奈、女優
- 1996年 - 大橋尚志、 サッカー選手
- 1997年 - 美馬和也、サッカー選手
- 1997年 - 葵、モデル
- 1998年 - 宮本佳林、歌手（元Juice=Juice）
- 1999年 - 太田夢莉、歌手、タレント（元NMB48）
- 1999年 - 沖侑果、アイドル（元STU48）
- 2000年 - 安藤永吉、プロアイスホッケー選手
- 2001年 - 敬宮愛子内親王、皇族、今上天皇第一皇女子
- 2002年 - 山出愛子、シンガーソングライター
- 2002年 - 白井琴望、女優、YouTuber（元SKE48）
- 2002年 - 古川杏、グラビアアイドル
- 2003年 - 日髙麻鈴、女優（元さくら学院）
- 2004年 - 布袋百椛、アイドル（AKB48）
- 2004年 - 大越ひなの、アイドル（乃木坂46）
- 2006年 - 佐藤愛桜、アイドル（櫻坂46）、女優、ファッションモデル
- 2006年 - 歸山竜成、俳優
- 生年不詳 - 華純沙那、女優、宝塚歌劇団雪組
- 生年不詳 - 岡本瑞恵、女優
- 生年不詳 - 杏野ヒナナ、タレント
- 生年不詳 - 有賀由衣、声優、女優
- 生年不詳 - 大島美咲、声優
- 生年不詳 - 根塚良、声優
- 生年不詳 - 高橋かな、声優
- 生年不詳 - 仲田ありさ、声優
- 生年不詳 - 黒羽保 、声優
- 生年不詳 - みづほ梨乃、漫画家
- 生年不詳 - 浅見侑、漫画家、イラストレーター
- 生年不詳 - はねこと、イラストレーター
- 生年不詳 - 池田佳代、実業家
- 生年不詳 - 湊あくあ、Vtuber

## 忌日

### 人物

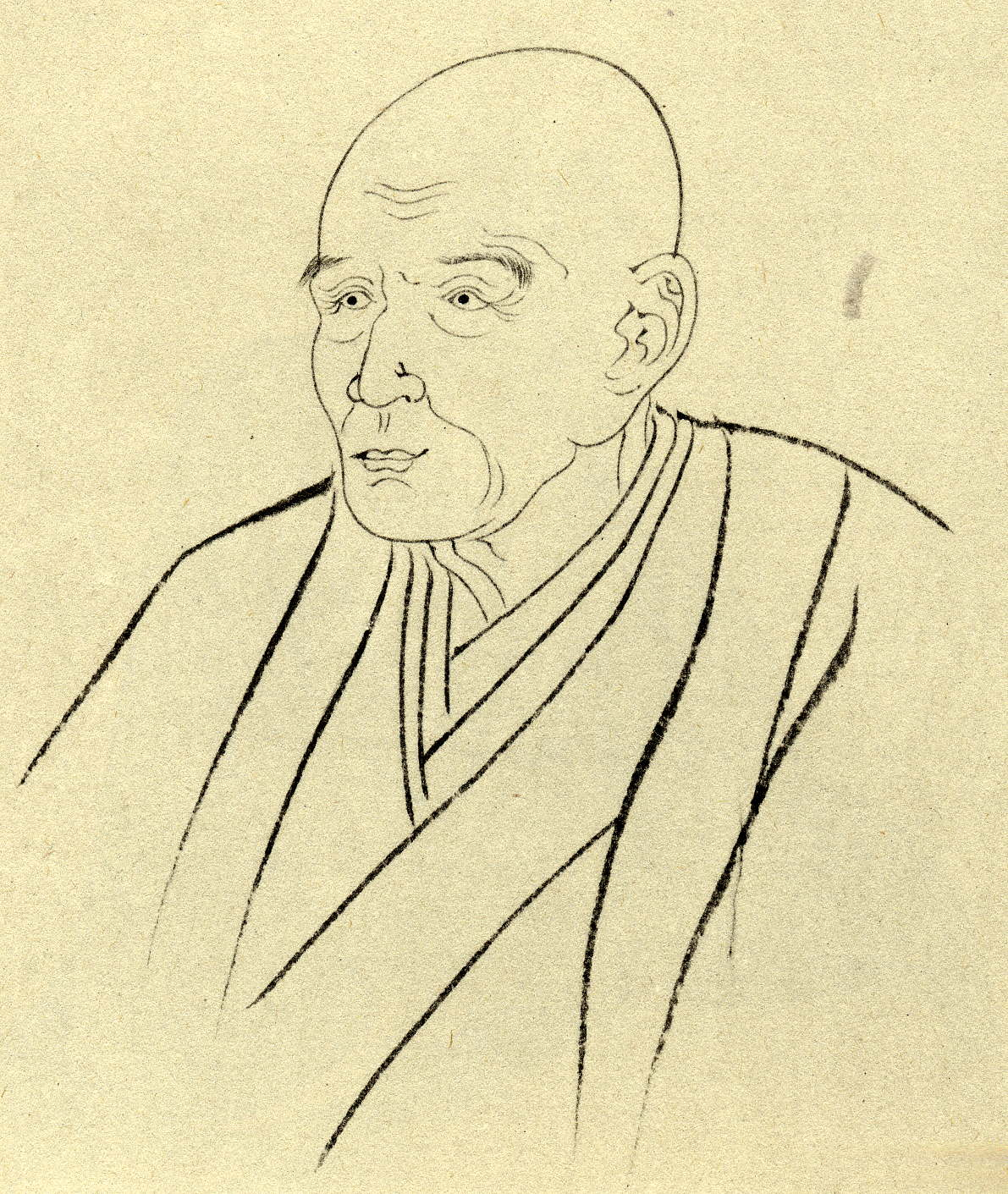
作家曲亭馬琴(1767-1848)没。山東京伝に師事し、最初黄表紙を著す。その後、読本作家へ転向。代表作『南総里見八犬伝』

- 842年（承和9年10月22日） - 阿保親王、平安時代の皇族（* 792年）
- 1135年 - ヘンリー1世、イングランド王（* 1068年）
- 1155年（久寿2年11月5日） - 行玄、天台宗の僧（* 1097年）
- 1433年（永享5年10月20日） - 後小松天皇、北朝 第6代・第100代天皇（* 1377年）
- 1455年 - ロレンツォ・ギベルティ、彫刻家（* 1381年頃）
- 1516年（永正13年11月8日） - 宇都宮成綱、戦国大名、下野宇都宮氏の第17代当主、宇都宮氏中興の祖（* 1468年）
- 1521年 - レオ10世、第217代ローマ教皇（* 1475年）
- 1530年 - マルガレーテ（マルグリット）、神聖ローマ皇帝マクシミリアン1世の娘（* 1480年）
- 1602年（慶長7年10月18日） - 小早川秀秋、岡山藩主（* 1582年）
- 1640年 - ゲオルク・ヴィルヘルム、プロイセン公、ブランデンブルク選帝侯（* 1595年）
- 1694年 - ルイ・パロセル（フランス語版）、画家（* 1634年）
- 1719年（享保17年10月14日） - 井伊直陽、越後与板藩第2代藩主（* 1732年）
- 1729年 - ジャコーモ・フィリッポ・マラルディ、天文学者（* 1665年）
- 1750年 - ヨハン・ドッペルマイヤー、天文学者（* 1677年）
- 1755年 - モーリス・グリーン、作曲家（* 1696年）
- 1770年 - ジャンベッティーノ・チニャローリ（イタリア語版）、画家（* 1706年）
- 1795年 - アントニオ・ズッキ（英語版）、画家、版画家（* 1726年）
- 1797年 - オリヴァー・ウォルコット、アメリカ合衆国下院議員、コネチカット州知事（* 1726年）
- 1804年 - フィリップ・ルボン（英語版）、エンジニア（* 1767年）
- 1813年 - フェルディナンド・ベルトーニ、作曲家、オルガニスト（* 1725年）
- 1823年 - フランソワ・ルイ・ジョセフ・ヴァトー（英語版）、画家（* 1758年）
- 1825年 - アレクサンドル1世、ロマノフ朝第10代ロシア帝国皇帝（* 1777年）
- 1830年 - ピウス8世、第253代ローマ教皇（* 1761年）
- 1848年（嘉永元年11月6日） - 曲亭馬琴、読本作者（* 1767年）
- 1866年 - ジョージ・エベレスト、探検家、地理学者（* 1790年）
- 1867年（慶応3年11月6日） - 野村望東尼、歌人、尊王攘夷運動家（* 1806年）
- 1872年 - アントワネット・アンリエット・クレマンス・ロベール、作家（* 1797年）
- 1882年 - 松平定安、第10代松江藩主（* 1835年）
- 1893年 - エドゥアルト・フランク、作曲家（* 1817年）
- 1893年 - ダーフィト・ブラウンス、地質学者、物理学者（* 1827年）
- 1902年 - フレッド・ダンラップ 、プロ野球選手（* 1859年）
- 1911年 - ワシーリー・マクシモフ、画家（* 1844年）
- 1914年 - アルフレッド・セイヤー・マハン、アメリカ海軍少将（* 1840年）
- 1917年 - 池田蕉園、日本画家（* 1886年）
- 1928年 - 浅井虎夫、歴史学者（* 1877年）
- 1934年 - セルゲイ・キーロフ、政治家（* 1886年）
- 1935年 - ベルンハルト・シュミット、望遠鏡技術者（* 1879年）
- 1938年 - 田代義徳、外科医、政治家（* 1864年）
- 1939年 - マックス・フィードラー、指揮者、作曲家、ピアニスト（* 1859年）
- 1940年 - 加藤木重教、電気技術者、実業家、元電友社社長（* 1857年）
- 1943年 - ダムロンラーチャーヌパープ、タイの王族、歴史学者（* 1862年）
- 1943年 - 男嶌舟藏、大相撲力士（* 1878年）
- 1943年 - 桂三木助 (2代目)、落語家（* 1884年）
- 1944年 - 村上浪六、小説家（* 1865年）
- 1947年 - アレイスター・クロウリー、神秘主義者（* 1875年）
- 1947年 - ゴッドフレイ・ハロルド・ハーディ、数学者（* 1877年）
- 1950年 - アーネスト・ジョン・モーラン、作曲家（* 1894年）
- 1952年 - ヴィットーリオ・エマヌエーレ・オルランド、政治家、イタリア首相（* 1860年）
- 1954年 - ウィリアム・ホイト（英語版）、棒高跳び選手、1896年アテネ五輪金メダリスト（* 1875年）
- 1954年 - 下位春吉、政治運動家、童話口演家、教育家（* 1883年）
- 1955年 - 菊池武夫、陸軍中将、貴族院議員、興亜専門学校（亜細亜大学前身）初代校長（* 1875年）
- 1964年 - J・B・S・ホールデン、生物学者（* 1892年）
- 1966年 - 佐佐木茂索、小説家、編集者、実業家、元文藝春秋新社（現文藝春秋）社長（* 1894年）
- 1968年 - 中村天風、ヨーガ行者（* 1876年）
- 1969年 - 高柳光寿、歴史学者（* 1892年）
- 1971年 - 河井坊茶、俳優、歌手、放送タレント（* 1920年）
- 1971年 - 平野長靖、自然保護運動家（* 1935年）
- 1972年 - アントニオ・セーニ、政治家、第4代イタリア大統領（* 1891年）
- 1973年 - ダヴィド・ベン＝グリオン、初代イスラエル首相（* 1886年）
- 1975年 - ネリー・フォックス、プロ野球選手、アメリカ野球殿堂（* 1927年）
- 1976年 - 天野修一、発明家、実業家、アマノ株式会社創業者（* 1890年）
- 1977年 - 海音寺潮五郎、小説家（* 1901年）
- 1977年 - 望月優子、女優、政治家（* 1917年）
- 1980年 - 松田竹千代、政治家、第55代衆議院議長（* 1888年）
- 1981年 - 手塚英孝、小説家、文学研究者（* 1906年）
- 1982年 - 武政英策、作曲家（* 1907年）
- 1983年 - 木村俊夫、元内閣官房長官、外務大臣（* 1909年）
- 1984年 - 井口愛子、ピアノ教育家（* 1910年）
- 1986年 - リー・ドーシー、歌手（* 1924年）
- 1987年 - カール・ワイデル・レイモン 、食肉職人（* 1894年）
- 1990年 - デイヴィッド・アブナー・モース（英語版）、官僚（* 1907年）
- 1991年 - パトリック・オキャラハン、ハンマー投げ選手、1928年アムステルダム五輪・1932年ロサンゼルス五輪金メダリスト（* 1906年）
- 1991年 - ジョージ・スティグラー、経済学者（* 1911年）
- 1993年 - 益田喜頓、コメディアン（* 1909年）
- 1993年 - 柳亭痴楽 (4代目)、落語家（* 1921年）
- 1994年 - 姚依林、元中華人民共和国国務院副総理（* 1917年）
- 1994年 - ヘレン・マクロイ、推理作家（* 1904年）
- 1996年 - 前田治一郎、政治家、実業家（* 1911年）
- 1997年 - ステファン・グラッペリ、ジャズヴァイオリニスト（* 1908年）
- 1998年 - フレディ・ヤング、映画撮影監督（* 1902年）
- 1998年 - 中山昭二、俳優（* 1928年）
- 1999年 - 井尻正二、古生物学者、地質学者（* 1913年）
- 2001年 - 村松克己、俳優（* 1939年）
- 2002年 - カシアス・チャピン・カトラー（英語版）、電気技術者、差分パルス符号変調発明者（* 1914年）
- 2002年 - デーブ・マクナリー、元プロ野球選手（* 1942年）
- 2003年 - エウジェニオ・モンティ（英語版）、ボブスレー・アルペンスキー選手、1968年グルノーブル五輪金メダリスト（* 1928年）
- 2005年 - メアリー・ヘイリー・ベル（英語版）、女優、作家（* 1911年）
- 2005年 - 谷古宇甚三郎、政治家、実業家、元谷古宇産業社長（* 1927年）
- 2006年 - クロード・ジャド、女優（* 1948年）
- 2007年 - 志村正順、元アナウンサー（* 1913年）
- 2007年 - ケン・マグレガー、テニス選手（* 1929年）
- 2007年 - ジューン・アルメイダ、ウイルス学者（* 1930年）
- 2007年 - アントン・ロジャース、俳優（* 1933年）
- 2008年 - ドロシー・スターリング（英語版）、ジャーナリスト、作家、歴史家（* 1913年）
- 2008年 - 藤田和夫、地球科学者、大阪市立大学名誉教授（* 1919年）
- 2008年 - 有吉林之助、政治家、元福岡県太宰府市長（* 1919年）
- 2008年 - ベティ・グッドウィン（英語版）、芸術家（* 1923年）
- 2008年 - ミケル・ラボア、シンガーソングライター、精神科医（* 1934年）
- 2008年 - ポール・ベネディクト、俳優（* 1938年）
- 2009年 - トミー・ヘンリック（英語版）、プロ野球選手（* 1913年）
- 2009年 - セレーニ・エヴァ（英語版）、女優（* 1917年）
- 2009年 - 片岡みどり、ピアニスト、相愛大学名誉教授（* 1922年）
- 2009年 - ビッグ・ビル・リスター（英語版）、ホンキートンクカントリーミュージック歌手（* 1923年）
- 2009年 - ラムセス・シャフィー（英語版）、歌手、俳優（* 1933年）
- 2009年 - ポール・ナッシー、俳優、映画監督（* 1934年）
- 2010年 - 山崎宏[20]、医師（* 1908年)
- 2010年 - アドリアーン・ブラウ、天文学者（* 1914年)
- 2011年 - ラインヘルト・フヴェゲル（デンマーク語版）、水泳選手（* 1920年）
- 2011年 - 松永信雄、外交官、元外務事務次官（* 1923年）
- 2011年 - 尾崎宗秀[21]、実業家、元三和銀行（現三菱UFJ銀行）常務・象印マホービン副社長（* 1926年または1927年）
- 2011年 - クリスタ・ヴォルフ、小説家（* 1929年）
- 2011年 - 荒木伸吾、アニメーター（* 1938年）
- 2011年 - 内山まもる、漫画家（* 1949年）
- 2011年 - 水野新平[22]、実業家、元ホーユー社長・クラシエホールディングス代表取締役（* 1955年または1956年）
- 2012年 - ジョゼ・ベナゼラフ、映画監督、脚本家、映画プロデューサー（* 1922年）
- 2012年 - 和多利志津子[23]、実業家、ワタリウム美術館館長（* 1932年）
- 2012年 - 渡辺芳則、ヤクザ、指定暴力団五代目山口組組長（* 1941年）
- 2013年 - 長田博、海上自衛官、第16代海上幕僚長（* 1927年）
- 2013年 - 小倉洋二[24]、映画助監督、製作補、監督（* 1942年）
- 2014年 - 番匠勝[25]、実業家、元新明和工業取締役（* 1941年または1942年）
- 2015年 - 駒ヶ嶺大三[26]、音楽教育学者、北海道教育大学名誉教授（* 1923年）
- 2015年 - ジョセフ・エンゲルバーガー、技術者、起業家（* 1925年）
- 2015年 - 馬場順三[27]、政治家、元兵庫県西宮市長（* 1925年）
- 2015年 - 中礼俊則[28]、実業家、元日本工営社長（* 1932年または1933年）
- 2015年 - 大島晃、漢文学者、上智大学名誉教授、漢文学者、上智大学名誉教授（* 1946年）
- 2015年 - 原憲彦、経営者、元ラーメン彦龍店主（* 1947年）
- 2016年 - 木村栄一郎、銀行家、元宮崎相互銀行社長（* 1918年）
- 2016年 - ウスマン・ソウ（英語版）、彫刻家（* 1935年）
- 2016年 - 黒沢美香[29]、ダンサー（* 1957年）
- 2017年 - 松尾浩也、法学者、東京大学名誉教授（* 1928年）
- 2017年 - エンリコ・カステラーニ（英語版）、画家（* 1930年）
- 2017年 - 渡部一郎、政治家（* 1931年）
- 2017年 - 井筒雄三、実業家、元日本電気硝子社長（* 1944年）
- 2017年 - フレディ・シュミットケ 、元自転車競技選手（* 1961年）
- 2017年 - 観世元伯[30]、能楽師、能楽観世流囃子方太鼓方（* 1966年）
- 2018年 - カルヴィン・ニューボーン（英語版）、ジャズギタリスト（* 1933年）
- 2018年 - ジョディ・ウィリアムズ（英語版）、ブルースギタリスト、歌手（* 1935年）
- 2018年 - エンニオ・ファンタスティキーニ、俳優（* 1955年）
- 2018年 - スコット・スティアニー（英語版）、海軍飛行士、海軍中将（* 1960年）
- 2019年 - シェリー・モリソン（英語版）、女優（* 1936年）
- 2019年 - マイケル・ライ（英語版）、作曲家、プロデューサー、俳優（* 1946年）
- 2020年 - ノーマン・アブラムソン（英語版）、情報工学者（* 1932年）
- 2020年 - ヒュー・キース・バーン、俳優（* 1947年）
- 2020年 - アーニー・ロビンソン、元陸上競技選手（* 1948年）
- 2020年 - エリック・エングストーム（英語版）、コンピュータ技術者（* 1965年）
- 2020年 - 金城茉奈、女優、ファッションモデル（* 1996年）
- 2021年 - アルヴィン・ルシエ（英語版）、作曲家（* 1931年）
- 2021年 - 田村洋三[31]、ノンフィクション作家（* 1931年）
- 2021年 - 信本敬子、脚本家（* 1964年）
- 2022年 - 森寿男[32]、トランペット奏者・ジャズミュージシャン（* 1932年）
- 2022年 - エルコーレ・バルディーニ、元自転車競技選手、1956年メルボルン五輪金メダリスト（* 1933年）
- 2022年 - 近藤純位[33]、実業家、元コンドーテック社長（* 1934年または1935年）
- 2022年 - ミレーヌ・ドモンジョ、女優（* 1935年）
- 2022年 - ゲイロード・ペリー、元プロ野球選手（* 1938年）
- 2022年 - 岳宏一郎、歴史小説作家（* 1938年）
- 2022年 - ジュリア・ライカート（英語版）、ドキュメンタリー映画監督、フェミニスト（* 1946年）
- 2023年 - サンドラ・デイ・オコナー、法律家、元連邦最高裁判所陪席判事（* 1930年）
- 2023年 - 中根久[34]、実業家、元東京応化工業社長（* 1930年）
- 2023年 - 水戸廸郎[35]、医学者、旭川医科大学名誉教授（* 1931年）
- 2023年 - シュロモ・アヴィネリ（英語版）、政治学者（* 1933年）
- 2023年 - 迫田穆成、高校野球指導者（* 1939年）
- 2023年 - 花井節二[36]、歴史研究者（* 1940年または1941年）
- 2024年 - 石原一子、実業家（* 1924年）
- 2024年 - 中平穂積、ジャズ・フォトグラファー、ジャズ喫茶経営者（* 1936年）
- 2024年 - 中村寿文、政治家、元青森県八戸市長（* 1939年）
- 2024年 - ニルス・アレストリュプ、俳優（* 1949年）
- 2024年 - 木内鶴彦、アマチュア天文家、コメットハンター（彗星捜索家）（* 1954年）
- 2024年 - イルケ・ヴィルダ、東ドイツ、円盤投選手、1996年オリンピック金メダリスト（* 1969年）

### 人物以外（動物など）
- 1986年 - メジロアサマ、競走馬（* 1966年）
- 2016年 - ロジータ、競走馬（* 1986年）

## 記念日・年中行事
- 独立回復記念日（ ポルトガル）
1640年のこの日にポルトガル王政復古戦争が勃発したことにちなむ。これにより、同月15日にスペインとの同君連合を解消し、ポルトガル王が即位した。
- 統一記念日（ ルーマニア）
1918年のこの日、トランシルヴァニアがルーマニアに統合されたことを記念。
- 軍備全廃の日（ コスタリカ）
1948年のこの日、コスタリカ大統領ホセ・フィゲーレス・フェレールが常設軍を廃止したことを記念。
- 世界エイズデー（ 国際連合）
世界保健機関 (WHO) が1988年に、エイズ問題への人々の意識を高めることを目的として制定。国際デーの一つ。シンボルはレッドリボン。）
- 開拓者の日（ アンゴラ
- 住吉神社『河渡祭』（ 日本）
日本三大住吉のひとつ、山口県下関市の住吉神社のお祭り。戦国時代、石見国江川で毛利氏と尼子氏が戦ったとき、毛利元就は全軍に神酒を与え、田作りと餅粥をふるまい、その勢いで一気に奇襲して江川を渡ることに成功したことが始まり。現在では大きな釜に餅粥を炊いて一般参拝客にふるまっている[37]。
- 映画の日（ 日本）
映画産業団体連合会が1956年に制定。1896年11月25日に神戸の神港倶楽部にて、日本ではじめて映画が一般公開されたことを記念し、それに近いきりの良い日を記念日とした。
- 鉄の記念日（ 日本）
日本鉄鋼連盟が1958年に制定。安政4年旧暦12月1日（1858年1月15日）、南部藩士・大島高任が日本で初めて高炉による製鉄に成功したことを記念。
- カイロの日（ 日本）
日本使いすてカイロ同業会（現在の日本カイロ工業会）が1991年に制定。カイロの需要が高くなる時期である12月の最初の日を記念日とした。
- 着信メロディの日（ 日本）
1999年、株式会社フェイスが、株式会社エクシングと共同で世界で初めて「着信メロディ」を配信したことから同社が制定。
- いのちの日（ 日本）
厚生労働省が2001年に自殺予防活動の一環として制定。
- デジタル放送の日（ 日本）
2003年から順次放送を開始した地上デジタルテレビ放送が2006年全国の都道府県庁所在地で受信可能となったことを記念してデジタル放送推進協会と総務省によって2006年に設けられた。なお、2009年は完全デジタル化600日前という節目にあたり、アナログ放送完全終了に向けた大規模な周知活動が行われた。
- カレー南蛮の日（ 日本）
「カレーうどん100年革新プロジェクト」制定。日付は、カレー南蛮を考案した東京中目黒「朝松庵」2代目店主、角田酉之助の誕生日に由来。
- 下仁田ネギの日（ 日本）
群馬県甘楽郡下仁田町の下仁田ファームが制定。同町産の特産品、下仁田葱をPRするのが目的で、この日に下仁田ネギの出荷が解禁される。
- データセンターの日（ 日本）
ソフトバンクIDCが制定。Data Centerの頭文字"DC"が英語の12月(December)に似ていることから12月、「安全第一」から1日を記念日とした。